# Stavsjön (Hinneryds socken, Småland)
Stavsjön är en sjö i Markaryds kommun i Småland och ingår i Lagans huvudavrinningsområde. Sjön är 8 meter djup, har en yta på 0,03 kvadratkilometer och befinner sig 165 meter över havet. Vid provfiske har abborre fångats i sjön.